# Родионова, Анастасия Ивановна
Анастаси́я Ива́новна Родио́нова (род. 12 мая 1982, Тамбов, СССР) — теннисистка, по ходу своей карьеры представлявшая на соревнованиях Россию (до 2009 года) и Австралию (с 2009 года). Победительница 11 турниров WTA в парном разряде; финалистка одного турнира Большого шлема в миксте (Уимблдон-2003); полуфиналистка одного турнира Большого шлема в парном разряде (Открытый чемпионат США-2010).

## Общая информация
Родилась 12 мая 1982 года в Тамбове в семье Ивана и Натальи Родионовых; младшая сестра Арина — также теннисистка. Отец сам играл в теннис, а позже стал тренировать и постепенно вовлёк в игру и дочерей: Анастасия в теннисе с семи лет. Родионова предпочитает действовать за задней линией; своим любимым покрытием называет траву; любимый удар — форхенд.
С 2005 года живёт в Мельбурне вместе со своим молодым человеком. 10 декабря 2009 года получила гражданство Австралии и с того момента выступает на всех соревнованиях под её флагом. В апреле 2010 года дебютировала за сборную этой страны в Кубке Федерации.

## Спортивная карьера

### Начало карьеры
Первые годы
Юниорская карьера прошла без особых международных успехов, однако было выиграно несколько крупных внутрироссийских соревнования — в 1999 году был взят Кубок Озерова в одиночном разряде, в 1999-2000-м трижды взят титул на чемпионате России среди юниоров (1 раз — в одиночном разряде). Дебют во взрослом туре состоялся в мае 1997-го: Анастасия прошла квалификацию на сочинском 25-тысячнике, проиграв первый же матч основной сетки (правда игроку топ-200). Обидчицей россиянки стала представительница Австралии. Первый успех на взрослых соревнованиях пришёлся на 1998-й год — в начале ноября был выигран 10-тысячник в белорусской столице.
В 1999 году Родионова впервые побеждает игрока топ-200 — на пути к четвертьфиналу 25-тысячника в испанской Памплоне была обыграна 18-я ракетка мира Люси Ал из Великобритании. Через год уроженка Тамбова впервые попадает в топ-300. В июне того же года впервые проводит матч основной сетки турнира WTA — пройдя квалификацию на турнире в Ташкенте. Через месяц — в июле — достигнут первый одиночный финал на соревнованиях ITF — всё в той же Памплоне — Анастасия уступает в двух сетах голландке Иветт Бастинг.
2001-й год становится этапным для Радионовой: в мае, в день своего 19-летия, Анастасия выигрывает свой первый взрослый одиночный турнир побеждая на грунтовом 25-тысячнике в Италии. Этот успех, вкупе с другими неплохими результатами, позволил впервые в карьере попасть в сетку взрослого турнира Большого шлема — на Уимблдоне. Квалификация, впрочем, оказалась недолгой — уже в первом круге уроженка Тамбова капитулировала в матче против первой ракетки отбора. В сентябре Анастасия впервые входит в число двухсот сильнейших одиночных игроков мира — после того, как ей удалось достигнуть полуфинала на грунтовом 50-тысячнике в итальянском Фано. В этом же году стал проявляться большая специализация Родионовой на парных соревнованиях — за год россиянка достигает четырёх финалов, один из которых приходится на турнир WTA в польском Сопоте. Год заканчивается в топ-200 как парного, так и одиночного рейтингов.
2002—2003
В 2002 году продолжился плавный прогресс. Впервые, как игрок входящий в число участников сетки Открытого чемпионата Австралии, Родионова начинает год на серии турниров в австрало-новозеландском регионе. В апреле Анастасия выигрывает свой второй титул ITF. Далее в сезоне обошлось без одиночных титулов, однако россиянка продолжила бить личные рекорды — в июне на грунтовом 50-тысячнике в Италии обыграна 80-я ракетка мира Саманта Ривз из США. Позже этот результат улучшен — в первом круге турнира WTA в Касабланке обыграна 68-я ракетка мира Марлен Вайнгартнер из Германии. В сентябре Анастасии удаётся дойти до полуфинала турнира WTA в Квебеке (по дороге обыграны Мейлен Ту и всё та же немка). Одиночный год завершается на рекордной 117-й строчке в рейтинге.
В паре за год достигнуты три финала на соревнованиях ITF и взяты два титула. Помимо этого дуэт Родионова / Вайнгартнер смог дойти до четвертьфинала Уимблдона, переиграв по ходу 12-ю пару турнира — дуэт Сильвия Фарина Элия / Барбара Шетт. Год завершился на 107-й строчке рейтинга. Следующий год в одиночном разряде получился менее удачным, однако четвертьфиналы на турнирах WTA в Касабланке и Паттайе позволили не сильно упасть в рейтинге. Плавный отказ от участия в турнирах ITF младших категорий сказался и на результативности в паре — за год удалось достигнуть нескольких полуфиналов и одного финала — на грунтовом 75-тысячнике во Франции. Главный же успех года вновь пришёлся на Уимблдон — дуэт Анастасии и Энди Рама доходит до финала турнира в смешанном парном разряде.

### 2004—2009

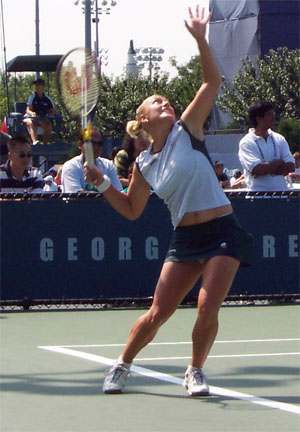
Анастасия на кортах Открытого чемпионата США в 2004-м году.

В 2004 году некоторый регресс продолжился — в какой-то момент вновь пришлось вернуться на 25-тысячники. Там не сразу, но удалось начать показывать стабильный результат и регулярно собирать очки. Попытка играть чуть более статусные турниры не привела к положительному результату — редкие победы привели лишь к 215-му месту в одиночке по итогам года. В паре, несмотря на отсутствие особых успехов (1 финал и 1 титул на второстепенных турнирах ITF) удалось закончить год в топ-100.
В 2005-м Родионова продолжила падать в рейтинге, однако летом всё постепенно наладилось — после выигрыша 75-тысячника в Альбукерке Родионова вернулась в топ-200, а удачно проведённая серия австралийских турниров в ноябре позволила в ней закрепиться. В паре год получился очень урожайным — 7 финалов (в том числе 2 на турнирах WTA) позволили закончить год на 79-й строчке. В Квебеке, в паре с Еленой Весниной, был завоёван первый титул на соревнованиях ассоциации.
В 2006-м была сделана очередная попытка подняться в сотню ведущих одиночниц мира: к грунтовому сезону, за счёт набора очков за побед в квалификациях и первых раундах второстепенных турниров WTA, удалось подняться до 111-й позиции. Грунтово-травяной сезон прошёл без особых успехов, а вот первый же турнир в рамках североамериканской хардовой серии принёс долгожданный подъём в топ-100. На Открытом чемпионате США Родионова впервые попадает в основную сетку турнира, где доходит до третьего круга (попутно обыграв Чжэн Цзе). В дальнейшем, продолжив играть квалификации и второстепенные турниры WTA россиянка закрепляется в первой сотне и заканчивает год 82-й. Парный год во многом запомнился титулом на хардовом 25-тысячнике в итальянском Путиньяно, завоёванным совместно с младшей сестрой. В целом, проведя год без особых успехов (на общем фоне стоит выделить только финал турнира в Бангалоре) Родионова сохранила своё место в числе ведущей сотни парного рейтинга, став 56-й.
В 2007 году Родионова закрепляется в первой сотне одиночного рейтинга. Серия стабильных результатов (среди которых можно выделить полуфинал турнира в китайском Гуанчжоу) позволяют ей закончить год 79-й. В то же время год был ознаменован скандалом: Родионова стала второй теннисисткой за историю тура WTA, которой было засчитано поражение в матче за неспортивное поведение. Это произошло после того, как российская теннисистка, раздражённая шумной поддержкой, которую оказывала её сопернице Анжелике Кербер группа болельщиков, нанесла удар мячом в их сторону. Предыдущий подобный случай произошёл за 11 лет до этого, когда за непечатную брань в адрес судьи была дисквалифицирована Ирина Спырля. Парный год принёс 4 финала, среди которых один оказался победным. Два решающих матча игрались в дуэте с румынкой Андреей Эхритт-Ванк. Год завершился на 61-й строчке рейтинга.

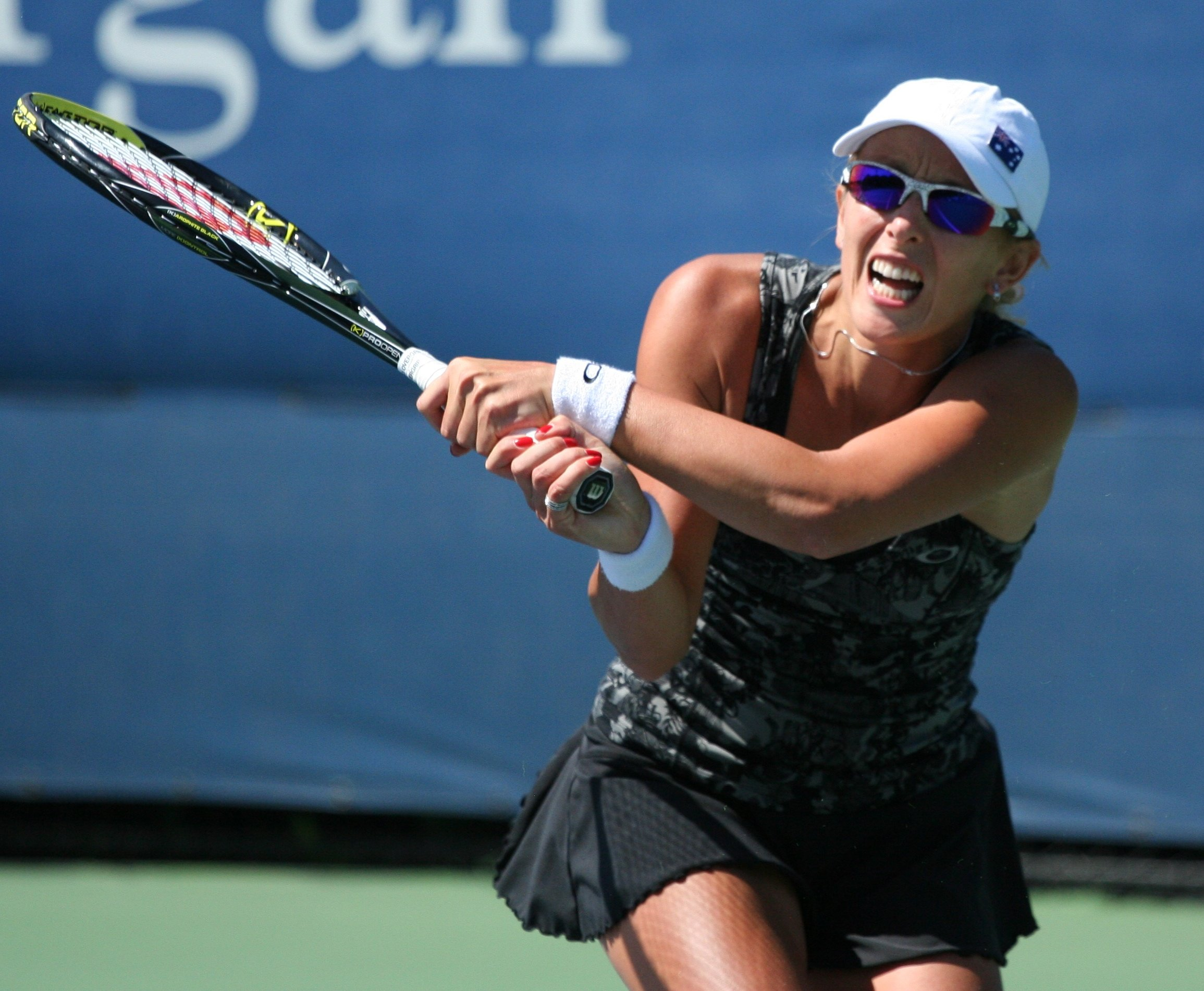
Родионова на кортах Флэшинг-Медоуз в 2009 году.

В 2008 году, несмотря на серию небольших повреждений, Анастасия продолжает уверенно держаться во второй полусотне. Впрочем, периодическая игра с недолеченными травмами даёт о себе знать — к середине сентября её всё больше беспокоят проблемы с суставом левого бедра и она решается на операцию, досрочно заканчивая сезон. В паре, сотрудничая с большой группой теннисисток из бывшего СССР (наиболее часто партнёршей была Татьяна Пучек), Родионова на очень многих турниров выигрывает по 2-3 матча (не добравшись при этом ни разу до финала) и завершает год 40-й ракеткой мира.
Возвращение в 2009 году получилось проблемным — до апреля были выиграны лишь два матча и Родионова начала резко скатываться в рейтинге — к началу грунтового сезона она лишь 151-я. Локальные победы на связке североамериканских турниров WTA на зелёном грунте не приносят особых очков и, перед Ролан Гаррос, Родионова отправляется набирать игровую практику на серию грунтовых турниров в Австралии. Однако в Париже это не помогает — Анастасия уступает уже в первом круге отбора. Не происходит каких либо серьёзных успехов и далее и в Нью-Йорке Родионова в третий раз подряд вынуждена пробиваться в основу турнира Большого шлема через квалификацию. Наконец, она выигрывает пять матчей подряд и доходит до третьего круга, где в равной борьбе уступает одному из открытий турнира — украинке Катерине Бондаренко. Несколько выигранных матчей в отборочных турнирах до конца года позволяют Родионовой завершить четвёртый год подряд в первой сотне одиночного рейтинга.
В паре — ровные результаты по ходу всего сезона (в том числе первый за 26 месяцев титул, завоёванный на соревнованиях во французском Пуатье) позволяют завершить год 44-й. По ходу года было одержано несколько побед над сильными парами: в Индиан-Уэллсе пара Родионова / Кудрявцева обыгрывает пятый дуэт посева — пару Гантухова / Сугияма; на соревнованиях в Цинциннати пара Родионова / Душевина обыгрывает 3-й дуэт турнира — пару Се / Пэн.

### 2010—2013
2010-й — год больших сдвигов в карьере Анастасии. Прежде всего, в начале сезона она получает разрешение от ITF и переходит на полноценное выступление под австралийским флагом. В апреле федерация пробно привлекает её к игре за сборную в матче плей-офф второй мировой группы Кубка Федерации. Австралийки громят на выезде полурезерный состав сборной Украины, а Родионова участвует в двух из пяти победных поединках. Собственные же выступления в одиночном разряде возвращаются на привычную колею, позволявшую до операции уверенно держаться во второй полусотне. В первой половине сезона на общем фоне выделяются европейские турниры Большого шлема: на обоих Анастасия доходит до третьего круга обыграв на одном Веру Звонарёву, а на другом — Светлану Кузнецову. По окончании Уимблдона Родионова поднимается на 71-ю строчку одиночного рейтинга. Серия результативных выступлений в дальнейшей части сезона позволяют ей завершить год в статусе 63-й ракетки мира.
С парой связано второе событие в карьере Анастасии — на весенней серии турниров распался один из ведущих дуэтов того времени — пара Кара Блэк / Лизель Хубер. Перебрав нескольких партнёрш зимбабвийка в итоге остановилась на Родионовой в качестве наиболее устраивающего варианта. Однако это событие произошло только в августе, а до этого уроженка Тамбова смогла неоднократно обратить на себя внимание в парных играх. Трижды в этот период она доходила до финалов турниров WTA (причём единственный победный матч ценен особо — дуэт Кудрявцева / Родионова стал последним, кто в том году смог обыграть на траве будущих триумфатов Уимблдона — пару Кинг / Шведова). Также было одержано несколько значительных побед в конкретных матчах — помимо упоминавшейся победы над парой Кинг / Шведова также были дважды (на Открытом чемпионате Австралии и на крупном турнире в Мадриде) обыграна пара Стосур / Петрова.
Пробный отрезок сотрудничества с Карой включил в себя только турниры US Open Series: совместными усилиями был заработан четвертьфинал крупного турнира в Цинциннати и полуфинал на Открытом чемпионате США. Осенью Анастасия отправилась выполнять долг перед новой родиной, сыграв на Играх британского Содружества: во всех трёх разрядах Родионова доходит до финала. Выиграны два из трёх решающих матчей — единственная осечка пришлась на микст.
Успехи начала года были связаны с играми в парном разряде: на Открытом чемпионате Австралии она доходит до двух четвертьфиналов — в женском и смешанном парном турнирах. В дальнейшем, Анастасия пребывает в поиске новой партнёрши (Кара с января выпала на несколько месяцев из соревнований, залечивая старые травмы). Перепробовав несколько вариантов, к маю Родионова договаривается о сотрудничестве с Надеждой Петровой. Главные грунтовые успехи дуэта приходятся на турнир в Риме и на Открытом чемпионате Франции, где девушки добираются до четвертьфинала, оба раза уступив паре Кинг / Шведова. Благодаря этим результатам уроженка Тамбова к началу июня зарабатывает свой новый лучший парный рейтинг, становясь 23-й ракеткой мира.
В одиночном разряде, из-за особенностей жеребьёвки, длительное время не удавалось выиграть ни матча. Первая победа пришлась лишь на конец февраля. Отсутствие большой игровой практики сказалось в апреле, в матче Кубка Федерации с украинками, где Анастасия, в статусе второй ракетки страны, поспособствовала домашнему поражению австралиек, проиграв обе свои одиночные игры. Ближе к концу весны спортивные результаты и в этом разряде пошли вверх — в Риме было выиграно сразу три матча, а на Ролан Гаррос Родионова подтверждает свой прошлогодний третий круг. Во второй половине сезона Анастасия постепенно падает в рейтинге, играя, в основном, лишь соревнования WTA. Удачное выступление в конце сезона в Линце, где был добыт четвертьфинал, чуть затормозили снижение — Родионова завершает год 108-й. В парном разряде сотрудничество с Петровой продолжается до окончания травяного сезона, завершённого четвертьфиналом на Уимблдоне. Поиск новой партнёрши резко снижает дальнейшие результаты и лишь к концу сезона. В конце года происходит небольшой всплеск — вместе с Галиной Воскобоевой добыт финал на московском турнире категории Premier.
Сезон-2012 вновь играется лишь на соревнованиях WTA. Редкие победы позволяют, тем не менее, постоянно набирать очки и к февралю вернуться в топ-100. Парный год вновь проходит без одной постоянной партнёрши, однако удаётся показывать стабильно высокие результаты: во время австралийской серии добыт полуфинал соревнований в Хобарте, затем выигран турнир в Паттайе и добыты два полуфинала на арабских турнирах (оба в паре с Нурией Льягостерой Вивес). К середине апреля Родионова впервые поднимается на 19-ю строчку рейтинга. Дальнейший год в одиночных соревнованиях проходит в попытках сохранить место в первой сотне рейтинга, однако недостаточное участие в небольших соревнованиях соревнованиях приводит лишь к дальнейшему откату — к концу года Анастасия выпадает из топ-130. Локальный успех приходится на Открытый чемпионат США: Родионова из квалификации выходит во второй круг основы. Проблемы в одиночном разряде не в последнюю очередь происходят из-за желания сохранять высокий парный рейтинг и попасть на Олимпийские игры. Сменив множество партнёрш и регулярно доходя до полуфиналов и четвертьфиналов Анастасия к лондонскому турниру приходит 26-й ракеткой мира. Там, впрочем, всё заканчивается уже в первом раунде: Родионова и Ярмила Гайдошова уступают сыгранной паре Екатерина Макарова / Елена Веснина. В оставшиеся месяцы Анастасия играет чуть менее результативно в парных состязаниях, добыв лишь полуфинал соревнований в Монреале и титул на небольшом турнире ITF в Лас-Вегасе. После серии неудач удаётся неплохо проявить себя в смешанном парном разряде: вместе с нидерландцем Жаном-Жюльеном Ройером Анастасия выходит в четвертьфинал Открытого чемпионата США, где уступает будущим чемпионам: Бруно Соаресу и Екатерине Макаровой.
В начале 2013 года австралийка постепенно улучшает свой одиночный рейтинг: проходы из квалификации во второй круг основы на турнирах в Паттайе и Дохе поднимают её на 106-ю строчку рейтинга. В парном разряде в эти же сроки возрождается альянс с Карой Блэк, вернувшейся в профессиональный тур после рождения сына: дамы выигрывают турнир в Окленде, а затем играют в третьих раундах Открытого чемпионата Австралии и Дубая. Матчи с Блэк продлились недолго — локальные неудачи на североамериканских турнирах приводят к разрыву союза, однако Родионова быстро находит себе новую постоянную партнёршу: бывшую соотечественницу Аллу Кудрявцеву, с которой вскоре вновь выходит на свой пиковый уровень. До конца сезона девушки несколько раз играют в финалах турниров ассоциации, выигрывают второй совместный титул, заканчивая сезон в районе тридцатки сильнейших парного рейтинга.

### 2014—2022

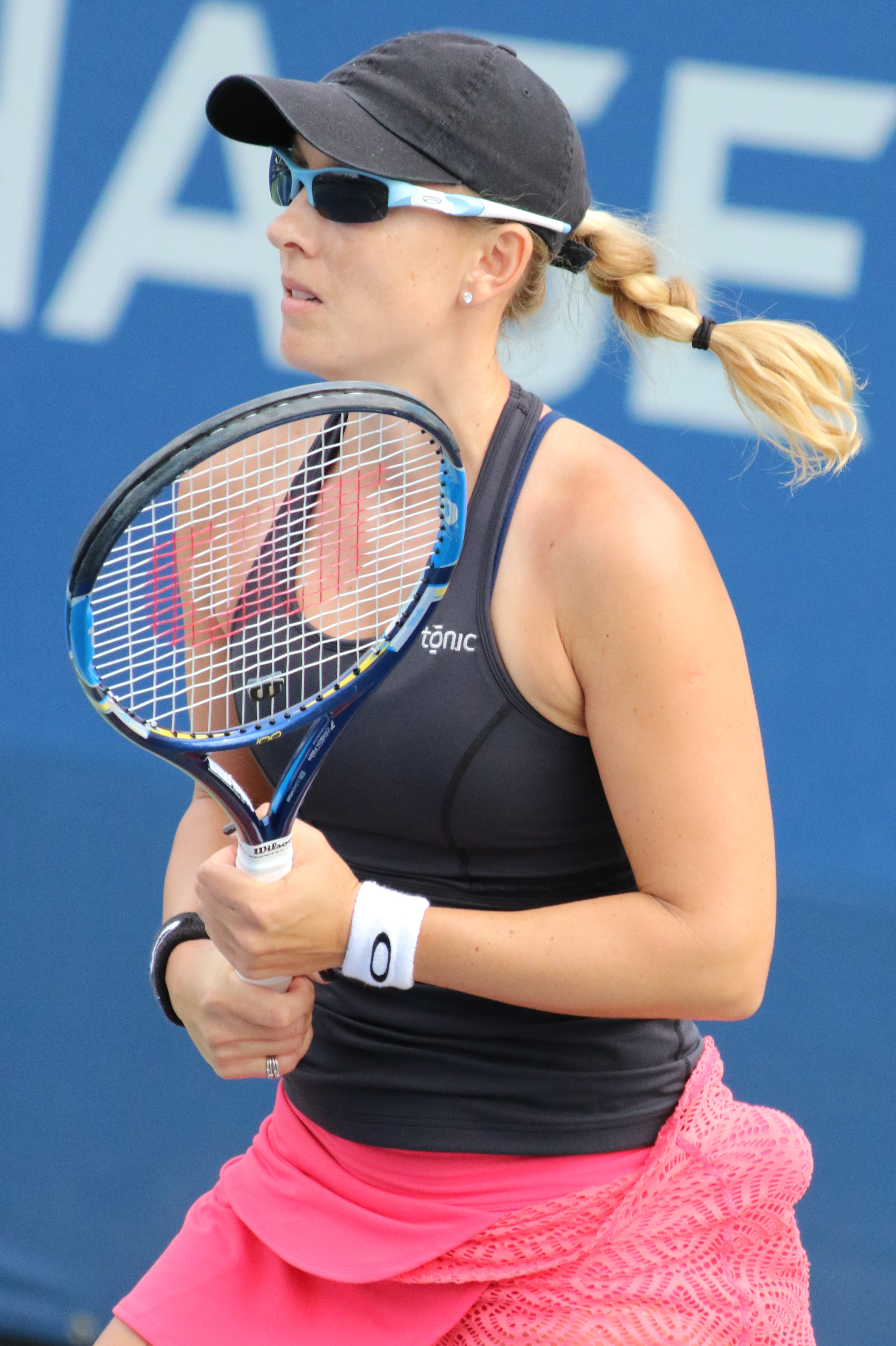
На Открытом чемпионате США 2016 году

Постепенно пара с Кудрявцевой набирает всё большую силу и в первые несколько месяцев 2014 года девушки трижды играют в финалах и выигрывают два, самых статусных для обеих, парных титула. Сокращать разрыв в стабильности с лидерами и дальше не удаётся, но хороший качественный уровень результативности позволят альянсу стабильно держаться в топ-8 чемпионской гонки, часто бывая в четвертьфиналах на соревнованиях любого уровня и, в итоге, отобраться на Финальное соревнование WTA в Сингапур, где Алла и Анастасия смогли пройти круг. В одиночном разряде Родионова опустилась ещё на пару десятков позиций к границе второй и третьей сотни, а редким удачным моментом по ходу сезона стал Открытый чемпионат США, где австралийка впервые за восемь соревнований серии смогла пробиться в основную сетку и даже выиграла там матч: у Камилы Джорджи.
В межсезонье, из-за предстоящей Олимпиады, распалась команда с Кудрявцевой, вместо которой Анастасия решила некоторое время поиграть вместе с младшей сестрой, которая годом ранее серьёзно поднялась в рейтинге, завершив сезон 65-й. Пара не слишком блистала в первые месяцы, отметившись лишь одним финалом: на турнире в Монтеррее.
В январе 2016 года Анастасия совместно с сестрой Ариной доиграла до четвертьфинала в женских парах на Открытом чемпионате Австралии. В июне того же года она выиграла парный приз турнира в Истборне, взяв его в дуэте с Дарьей Юрак. Этот титул стал 10-м в карьере Анастасии на турнирах WTA. В июле Родионова и Юрак сыграли в финале турнира в Станфорде. В августе на Олимпийских играх, проводившихся в Рио-де-Жанейро, сестры Родионовы проиграли в первом раунде итоговым чемпионкам той Олимпиады Елене Весниной и Екатерине Макаровой.
В марте 2017 года Родионова и Юрак выиграли парные соревнования турнира в Акапулько. В апреле Анастасия имела локальный успех в непрофильных для себя одиночных соревнованиях. Она смогла квалифицироваться на турнир в Чарлстоне и пройти в третий раунд, где уступила датчанке Каролине Возняцки — 3-6 3-6. В сентябре она отметилась полуфинал в миксте на Открытом чемпионате США, где она сыграла в одной команде с Оливером Марахом.
Сезон 2018 года Родионова проводила в паре с Надеждой Киченок. В мае они смогли выйти в финал турнира в Страсбурге.

## Итоговое место в рейтинге WTA по годам
| Год  | Одиночный рейтинг | Парный рейтинг |
| 2022 |                   | 1 250          |
| 2021 |                   | 349            |
| 2019 |                   | 1 207          |
| 2018 | 1 123             | 52             |
| 2017 | 388               | 47             |
| 2016 | 791               | 40             |
| 2015 | 228               | 47             |
| 2014 | 183               | 18             |
| 2013 | 161               | 25             |
| 2012 | 134               | 23             |
| 2011 | 108               | 28             |
| 2010 | 63                | 26             |
| 2009 | 97                | 44             |
| 2008 | 97                | 40             |
| 2007 | 79                | 61             |
| 2006 | 82                | 56             |
| 2005 | 167               | 79             |
| 2004 | 215               | 97             |
| 2003 | 165               | 137            |
| 2002 | 117               | 107            |
| 2001 | 193               | 125            |
| 2000 | 234               | 390            |
| 1999 | 355               | 433            |
| 1998 | 473               | 558            |
| 1997 | 793               | 614            |

## Выступления на турнирах

### Финалы турнировWTA 125иITFв одиночном разряде (10)

#### Победы (8)
| Легенда:          |
| ----------------- |
| WTA 125 (0)*      |
| 100.000 USD (0+1) |
| 75.000 USD (1)    |
| 50.000 USD (0+2)  |
| 25.000 USD (7+8)  |
| 10.000 USD (0+2)  |

| Титулы по покрытиям | Титулы по месту проведения матчей турнира |
| ------------------- | ----------------------------------------- |
| Хард (3+4)*         | Зал (0+4)                                 |
| Грунт (5+7)         | Зал (0+4)                                 |
| Трава (0)           | Открытый воздух (8+10)                    |
| Ковёр (0+2)         | Открытый воздух (8+10)                    |

* количество побед в одиночном разряде + количество побед в парном разряде.
| №  | Дата             | Турнир                 | Покрытие | Соперница в финале | Счёт           |
| 1. | 12 мая 2001      | Мальи, Италия          | Грунт    | Мая Палавершич     | 6-2 6-4        |
| 2. | 7 апреля 2002    | Коацакоалькос, Мексика | Хард     | Зузана Гейдова     | 6-3 4-6 6-4    |
| 3. | 16 мая 2004      | Стокгольм, Швеция      | Грунт    | Анна Кремер        | 7-6(5) 6-4     |
| 4. | 13 июня 2004     | Вадуц, Лихтенштейн     | Грунт    | Ивонн Мойсбургер   | 1-6 6-3 7-6(2) |
| 5. | 25 сентября 2005 | Альбукерке, США        | Хард     | Морин Дрейк        | 6-2 6-3        |
| 6. | 20 ноября 2005   | Нуриутпа, Австралия    | Хард     | Грета Арн          | 6-3 6-1        |
| 7. | 3 мая 2009       | Бандаберг, Австралия   | Грунт    | Оливия Роговска    | 7-5 6-0        |
| 8. | 10 мая 2009      | Ипсвич, Австралия      | Грунт    | Николь Райнер      | 6-4 7-5        |

#### Поражения (2)
| №  | Дата           | Турнир                  | Покрытие | Соперница в финале | Счёт    |
| 1. | 30 июля 2000   | Памплона, Испания       | Хард     | Иветт Бастинг      | 4-6 1-6 |
| 2. | 27 ноября 2005 | Маунт-Гамбир, Австралия | Хард     | Рёко Фуда          | 2-6 3-6 |

### Финалы турнировWTAв парном разряде (24)

#### Победы (11)
| Легенда: До 2009 года       | Легенда: С 2009 года  |
| --------------------------- | --------------------- |
| Турниры Большого шлема (0)* |                       |
| Олимпиада (0)               |                       |
| Итоговый турнир WTA (0)     |                       |
| 1-я категория (0)           | Premier Mandatory (0) |
| 2-я категория (0)           | Premier 5 (0)         |
| 3-я категория (0+1)         | Premier (0+3)         |
| 4-я категория (0+1)         | International (0+6)   |
| 5-я категория (0)           | International (0+6)   |

| Титулы по покрытиям | Титулы по месту проведения матчей турнира |
| ------------------- | ----------------------------------------- |
| Хард (0+7)*         | Зал (0+2)                                 |
| Грунт (0+1)         | Зал (0+2)                                 |
| Трава (0+2)         | Открытый воздух (0+9)                     |
| Ковёр (0+1)         | Открытый воздух (0+9)                     |

* количество побед в одиночном разряде + количество побед в парном разряде.
| №   | Дата             | Турнир                  | Покрытие    | Партнёрша          | Соперницы в финале                         | Счёт              |
| 1.  | 6 ноября 2005    | Квебек, Канада          | Хард (зал)  | Елена Веснина      | Лига Декмейере Эшли Харклроуд              | 6-7(4) 6-4 6-2    |
| 2.  | 6 мая 2007       | Оэйраш, Португалия      | Грунт       | Андрея Эхритт-Ванк | Лурдес Домингес Лино Аранча Парра Сантонха | 6-3 6-2           |
| 3.  | 18 июня 2010     | Хертогенбос, Нидерланды | Трава       | Алла Кудрявцева    | Ваня Кинг Ярослава Шведова                 | 3-6 6-3 [10-6]    |
| 4.  | 12 февраля 2012  | Паттайя, Таиланд        | Хард        | Саня Мирза         | Чжань Хаоцин Чжань Юнжань                  | 3-6 6-1 [10-8]    |
| 5.  | 5 января 2013    | Окленд, Новая Зеландия  | Хард        | Кара Блэк          | Юлия Гёргес Ярослава Шведова               | 2-6 6-2 [10-5]    |
| 6.  | 15 сентября 2013 | Квебек, Канада (2)      | Ковёр (зал) | Алла Кудрявцева    | Андреа Главачкова Луция Градецкая          | 6-4 6-3           |
| 7.  | 4 января 2014    | Брисбен, Австралия      | Хард        | Алла Кудрявцева    | Галина Воскобоева Кристина Младенович      | 6-3 6-1           |
| 8.  | 22 февраля 2014  | Дубай, ОАЭ              | Хард        | Алла Кудрявцева    | Ракель Копс-Джонс Абигейл Спирс            | 6-2 5-7 [10-8]    |
| 9.  | 12 октября 2014  | Тяньцзинь, Китай        | Хард        | Алла Кудрявцева    | Андрея Клепач Сорана Кырстя                | 6-7(6) 6-2 [10-8] |
| 10. | 25 июня 2016     | Истборн, Великобритания | Трава       | Дарья Юрак         | Чжань Хаоцин Чжань Юнжань                  | 5-7 7-6(4) [10-6] |
| 11. | 4 марта 2017     | Акапулько, Мексика      | Хард        | Дарья Юрак         | Мариана Дуке Мариньо Вероника Сепеде Роиг  | 6-3 6-2           |

#### Поражения (13)
| №   | Дата            | Турнир                  | Покрытие   | Партнёрша          | Соперницы в финале                    | Счёт              |
| 1.  | 29 июля 2001    | Сопот, Польша           | Грунт      | Юлия Бейгельзимер  | Йоаннетта Крюгер Франческа Скьявоне   | 4-6 0-6           |
| 2.  | 9 октября 2005  | Ташкент, Узбекистан     | Хард       | Галина Воскобоева  | Мария Елена Камерин Эмили Луа         | 3-6 0-6           |
| 3.  | 19 февраля 2006 | Бангалор, Индия         | Хард       | Елена Веснина      | Саня Мирза Лизель Хубер               | 3-6 3-6           |
| 4.  | 20 мая 2007     | Фес, Марокко            | Грунт      | Андрея Эхритт-Ванк | Ваня Кинг Саня Мирза                  | 1-6 2-6           |
| 5.  | 7 октября 2007  | Ташкент, Узбекистан (2) | Хард       | Татьяна Пучек      | Екатерина Деголевич Анастасия Екимова | 6-2 4-6 [7-10]    |
| 6.  | 28 февраля 2010 | Куала-Лумпур, Малайзия  | Хард       | Арина Родионова    | Чжань Юнжань Чжэн Цзе                 | 7-6(4) 2-6 [7-10] |
| 7.  | 28 февраля 2010 | Страсбург, Франция      | Грунт      | Алла Кудрявцева    | Ваня Кинг Ализе Корне                 | 6-3 4-6 [7-10]    |
| 8.  | 22 октября 2011 | Москва, Россия          | Хард (зал) | Галина Воскобоева  | Ваня Кинг Ярослава Шведова            | 6-7(3) 3-6        |
| 9.  | 20 октября 2013 | Москва, Россия (2)      | Хард (зал) | Алла Кудрявцева    | Светлана Кузнецова Саманта Стосур     | 1-6 6-1 [8-10]    |
| 10. | 2 февраля 2014  | Паттайя, Таиланд        | Хард       | Алла Кудрявцева    | Пэн Шуай Чжан Шуай                    | 6-3 6-7(5) [6-10] |
| 11. | 8 марта 2015    | Монтеррей, Мексика      | Хард       | Арина Родионова    | Габриэла Дабровски Алиция Росольская  | 3-6 6-2 [3-10]    |
| 12. | 23 июля 2016    | Станфорд, США           | Хард       | Дарья Юрак         | Ракель Атаво Абигейл Спирс            | 3-6 4-6           |
| 13. | 26 мая 2018     | Страсбург, Франция (2)  | Грунт      | Надежда Киченок    | Михаэла Бузарнеску Йоана Ралука Олару | 5-7 5-7           |

### Финалы турнировWTA 125иITFв парном разряде (22)

#### Победы (14)
| №   | Дата             | Турнир                 | Покрытие    | Партнёрша           | Соперницы в финале                   | Счёт           |
| 1.  | 1 ноября 1998    | Минск, Беларусь        | Ковёр (зал) | Екатерина Панучкина | Ольга Глущенко Татьяна Пучек         | 7-5 5-7 6-3    |
| 2.  | 25 марта 2001    | Шоле, Франция          | Грунт (зал) | Юлия Бейгельзимер   | Элени Данилиду Германа ди Натале     | 6-1 7-6(5)     |
| 3.  | 23 сентября 2001 | Тбилиси, Грузия        | Грунт       | Патриция Вартуш     | Ванесса Краут Эрика Краут            | 6-2 6-1        |
| 4.  | 3 февраля 2002   | Ортизей, Италия        | Ковёр (зал) | Юлия Бейгельзимер   | Ангелика Бахманн Патриция Вартуш     | 6-4 6-2        |
| 5.  | 24 марта 2002    | Сьюдад-Хуарес, Мексика | Грунт       | Мария Кондратьева   | Ольга Благотова Магдалена Зденовцова | 6-3 6-0        |
| 6.  | 13 июня 2004     | Вадуц, Лихтенштейн     | Грунт       | Татьяна Пучек       | Мария Вольфбрандт Кира Надь          | 6-3 6-4        |
| 7.  | 3 апреля 2005    | Огаста, США            | Хард        | Татьяна Пучек       | Саори Обата Рика Фудзивара           | 7-6(3) 6-0     |
| 8.  | 10 апреля 2005   | Туника-Ресортс, США    | Грунт (зал) | Татьяна Пучек       | Эдина Галловиц Варвара Лепченко      | 6-2 6-4        |
| 9.  | 17 апреля 2005   | Джексон, США           | Грунт       | Кристен Шлюкебир    | Аша Ролле Милагрос Секера            | 6-1 3-6 6-2    |
| 10. | 20 ноября 2005   | Нуриутпа, Австралия    | Хард        | Грета Арн           | Кейси Деллакква Труди Масгрейв       | 6-4 1-6 7-5    |
| 11. | 9 апреля 2006    | Путиньяно, Италия      | Хард        | Арина Родионова     | Ивана Абрамович Мария Абрамович      | 1-6 6-1 7-5    |
| 13. | 12 июля 2009     | Биарритц, Франция      | Грунт       | Чжань Юнжань        | Акгуль Аманмурадова Дарья Кустова    | 3-6 6-4 [10-7] |
| 14. | 30 сентября 2012 | Лас-Вегас, США         | Хард        | Арина Родионова     | Елена Бовина Эдина Галловиц-Холл     | 6-2 2-6 [10-6] |

#### Поражения (8)
| №  | Дата             | Турнир                  | Покрытие    | Партнёрша               | Соперницы в финале                         | Счёт           |
| 1. | 30 сентября 2001 | Батуми, Грузия          | Ковёр       | Надежда Островская      | Каталин Мароши-Аракама Татьяна Пучек       | 3-6 6-7(3)     |
| 2. | 7 апреля 2002    | Коацакоалькос, Мексика  | Хард        | Екатерина Кожохина      | Хорхелина Краверо Мелисса Торрес Сандовал  | 4-6 3-6        |
| 3. | 11 мая 2003      | Сен-Годенс, Франция     | Грунт       | Татьяна Пучек           | Евгения Куликовская Татьяна Перебийнис     | 6-7(8) 3-6     |
| 4. | 11 апреля 2004   | Динан, Франция          | Грунт (зал) | Гюльнара Фаттахетдинова | Галина Воскобоева Дарья Юрак               | 3-6 2-6        |
| 5. | 7 мая 2005       | Варшава, Польша         | Грунт       | Татьяна Пучек           | Каролина Косиньская Алиция Росольская      | 6-4 2-6 6-7(3) |
| 6. | 27 ноября 2005   | Маунт-Гамбир, Австралия | Хард        | Грета Арн               | Сунита Рао Рёко Фуда                       | 1-6 — отказ    |
| 7. | 28 октября 2007  | Братислава, Словакия    | Хард (зал)  | Ольга Савчук            | Рената Ворачова Барбора Заглавова-Стрыцова | 4-6 4-6        |
| 8. | 20 марта 2016    | Сан-Антонио, США        | Хард        | Клаудиа Янс-Игначик     | Анна-Лена Грёнефельд Николь Мелихар        | 1-6 3-6        |

### Финалы турниров Большого шлема в смешанном парном разряде

#### Поражения (1)
| №  | Год  | Турнир   | Покрытие | Партнёр  | Соперники в финале               | Счёт    |
| 1. | 2003 | Уимблдон | Трава    | Энди Рам | Мартина Навратилова Леандер Паес | 3-6 3-6 |

## История выступлений на турнирах
| Турнир                       | 2001  | 2002  | 2003  | 2004  | 2005  | 2006  | 2007  | 2008  | 2009  | 2010  | 2011  | 2012  | 2013  | 2014  | 2015  | Итог   | В/П за карьеру |
| ---------------------------- | ----- | ----- | ----- | ----- | ----- | ----- | ----- | ----- | ----- | ----- | ----- | ----- | ----- | ----- | ----- | ------ | -------------- |
| Турниры Большого шлема       |       |       |       |       |       |       |       |       |       |       |       |       |       |       |       |        |                |
| Открытый чемпионат Австралии | -     | К     | К     | К     | К     | К     | 2Р    | 2Р    | 1Р    | 1Р    | 1Р    | 1Р    | К     | К     | К     | 0 / 6  | 2-6            |
| Открытый чемпионат Франции   | -     | К     | К     | -     | К     | 1Р    | 1Р    | 1Р    | К     | 3Р    | 3Р    | 1Р    | К     | -     | К     | 0 / 6  | 4-6            |
| Уимблдонский турнир          | К     | К     | 1Р    | К     | К     | 2Р    | 1Р    | 1Р    | К     | 3Р    | 1Р    | 1Р    | К     | К     | К     | 0 / 7  | 3-7            |
| Открытый чемпионат США       | К     | К     | К     | К     | -     | 3Р    | 2Р    | 1Р    | 3Р    | 2Р    | 1Р    | 2Р    | К     | 2Р    | К     | 0 / 8  | 8-8            |
| Итог                         | 0 / 0 | 0 / 0 | 0 / 1 | 0 / 0 | 0 / 0 | 0 / 3 | 0 / 4 | 0 / 4 | 0 / 2 | 0 / 4 | 0 / 4 | 0 / 4 | 0 / 0 | 0 / 1 | 0 / 0 | 0 / 27 |                |
| В/П в сезоне                 | 0-0   | 0-0   | 0-1   | 0-0   | 0-0   | 3-3   | 2-4   | 1-4   | 2-2   | 5-4   | 2-4   | 1-4   | 0-0   | 1-1   | 0-0   |        | 17-27          |

К — проигрыш в квалификационном турнире.
| Турнир                       | 2002  | 2003  | 2004  | 2005          | 2006          | 2007          | 2008  | 2009          | 2010          | 2011          | 2012  | 2013          | 2014          | 2015          | 2016   | 2017          | 2018          | 2019          | 2021  | Итог   | В/П за карьеру |
| ---------------------------- | ----- | ----- | ----- | ------------- | ------------- | ------------- | ----- | ------------- | ------------- | ------------- | ----- | ------------- | ------------- | ------------- | ------ | ------------- | ------------- | ------------- | ----- | ------ | -------------- |
| Турниры Большого шлема       |       |       |       |               |               |               |       |               |               |               |       |               |               |               |        |               |               |               |       |        |                |
| Открытый чемпионат Австралии | 1Р    | 1Р    | 1Р    | 1Р            | 2Р            | 1Р            | 2Р    | 2Р            | 3Р            | 1/4           | 2Р    | 3Р            | 1Р            | 2Р            | 1/4    | 1Р            | 3Р            | 1Р            | -     | 0 / 18 | 17-18          |
| Открытый чемпионат Франции   | 1Р    | 1Р    | -     | -             | 2Р            | 2Р            | 2Р    | 3Р            | 1Р            | 1/4           | 1/4   | 3Р            | 1Р            | 3Р            | 1Р     | 2Р            | 2Р            | -             | -     | 0 / 15 | 17-15          |
| Уимблдонский турнир          | 1/4   | 1Р    | 2Р    | 1Р            | 2Р            | 1Р            | 1Р    | 2Р            | 1Р            | 1/4           | 2Р    | 1Р            | 1/4           | 2Р            | 2Р     | 1Р            | 2Р            | -             | -     | 0 / 17 | 16-17          |
| Открытый чемпионат США       | 1Р    | -     | 1Р    | -             | 2Р            | 1Р            | 3Р    | 2Р            | 1/2           | 1Р            | 2Р    | 2Р            | 3Р            | 2Р            | 2Р     | 2Р            | 1Р            | -             | 3Р    | 0 / 16 | 17-16          |
| Итог                         | 0 / 4 | 0 / 3 | 0 / 3 | 0 / 2         | 0 / 4         | 0 / 4         | 0 / 4 | 0 / 4         | 0 / 4         | 0 / 4         | 0 / 4 | 0 / 4         | 0 / 4         | 0 / 4         | 0 / 4  | 0 / 4         | 0 / 4         | 0 / 1         | 0 / 1 | 0 / 66 |                |
| В/П в сезоне                 | 3-4   | 0-3   | 1-3   | 0-2           | 4-4           | 1-4           | 4-4   | 5-4           | 6-4           | 9-4           | 6-4   | 4-4           | 5-4           | 5-4           | 5-4    | 2-4           | 4-4           | 0-1           | 2-1   |        | 67-66          |
| Олимпийские игры             |       |       |       |               |               |               |       |               |               |               |       |               |               |               |        |               |               |               |       |        |                |
| Летняя олимпиада             | НП    | НП    | -     | Не проводился | Не проводился | Не проводился | -     | Не проводился | Не проводился | Не проводился | 1Р    | Не проводился | Не проводился | Не проводился | 1Р     | Не проводился | Не проводился | Не проводился | -     | 0 / 2  | 0-2            |
| Итоговые турниры             |       |       |       |               |               |               |       |               |               |               |       |               |               |               |        |               |               |               |       |        |                |
| Итоговый чемпионат WTA       | -     | -     | -     | -             | -             | -             | -     | -             | -             | -             | -     | -             | 1/2           | -             | -      | -             | -             | -             | -     | 0 / 1  | 1-1            |
| Трофей элиты WTA             | -     | -     | -     | -             | -             | -             | -     | -             | -             | -             | -     | -             | -             | -             | Группа | -             | -             | -             | -     | 0 / 1  | 1-1            |

| Турнир                       | 2002  | 2003  | 2004  | 2006  | 2007  | 2008  | 2009  | 2010  | 2011  | 2012  | 2013  | 2014  | 2015  | 2016  | 2017  | 2018  | Итог   | В/П за карьеру |
| ---------------------------- | ----- | ----- | ----- | ----- | ----- | ----- | ----- | ----- | ----- | ----- | ----- | ----- | ----- | ----- | ----- | ----- | ------ | -------------- |
| Турниры Большого шлема       |       |       |       |       |       |       |       |       |       |       |       |       |       |       |       |       |        |                |
| Открытый чемпионат Австралии | -     | -     | -     | -     | -     | -     | 2Р    | 1Р    | 1/4   | 1Р    | 1Р    | 2Р    | 1Р    | 1Р    | -     | -     | 0 / 8  | 4-7            |
| Открытый чемпионат Франции   | -     | -     | -     | -     | 1Р    | -     | 2Р    | -     | 1Р    | 1Р    | 2Р    | 1Р    | 1/4   | -     | 1Р    | -     | 0 / 8  | 4-8            |
| Уимблдонский турнир          | 1Р    | Ф     | 3Р    | 1Р    | -     | 1Р    | 2Р    | 1Р    | 2Р    | 1Р    | 1Р    | 1/4   | 3Р    | 3Р    | 2Р    | 2Р    | 0 / 16 | 17-15          |
| Открытый чемпионат США       | -     | -     | -     | 2Р    | -     | -     | -     | -     | 1Р    | 1/4   | 1Р    | 2Р    | 1/4   | 1Р    | 1/2   | -     | 0 / 8  | 9-8            |
| Итог                         | 0 / 1 | 0 / 1 | 0 / 1 | 0 / 2 | 0 / 1 | 0 / 1 | 0 / 3 | 0 / 2 | 0 / 4 | 0 / 4 | 0 / 4 | 0 / 4 | 0 / 4 | 0 / 3 | 0 / 3 | 0 / 1 | 0 / 40 |                |
| В/П в сезоне                 | 0-1   | 5-1   | 2-1   | 1-2   | 0-1   | 0-1   | 3-3   | 0-2   | 3-3   | 2-4   | 1-4   | 5-4   | 6-4   | 1-3   | 4-3   | 1-1   |        | 34-38          |